# Колхозчионский район
Колхозчионский район — административно-территориальная единица в составе Ленинабадской и Ура-Тюбинской областей, существовавшая в 1942—1958 годах. Площадь района по данным 1947 года составляла 2,7 тыс. км².
Колхозчионский район был образован в составе Ленинабадской области Таджикской ССР 26 сентября 1942 года. В его состав были включены Ворунский, Колхозчионский, Кулялинский, Магиянский, Фаробский и Шингский кишлачные советы Пенджикентского района.
9 февраля 1944 года из Пенджикентского района в Колхозчионский были переданы Вишистский и Иорыйский к/с.
В 1945 году Колхозчионский район был отнесён к новой Ура-Тюбинской области, но уже 23 января 1947 года возвращён в Ленинабадскую область.
29 декабря 1948 года центр Колхозчионского района был перенесён в кишлак Гусар.
27 июня 1958 года Колхозчионский район был упразднён, а его территория передана в Пенджикентский район.